# Henryk Jędrusik
Henryk Jędrusik (ur. 4 lutego 1895 w Maczkach, zm. 23 grudnia 1972 w Warszawie) – polski filozof, nauczyciel, działacz społeczny i polityk, senator RP V kadencji (1938–1939).

## Życiorys
Henryk Jędrusik urodził się 4 lutego 1895 roku w Maczkach, obecnie dzielnicy Sosnowca. Był synem Andrzeja i Józefy z domu Wojciechowskiej. Edukację średnią odebrał w prywatnej szkole w Warszawie, maturę zdał w roku 1913. Następnie studiował na Wydziale Lekarskim Uniwersytetu Jagiellońskiego (1913–1915). Po wybuchu I wojny światowej (1914) zgłosił się do Legionów Polskich, ale z powodu stanu zdrowia nie został przyjęty. Do 1916 roku był zatrudniony w szpitalu przykopalnianym, a następnie do 1918 roku w różnych placówkach oświatowych w Zagłębiu Dąbrowskim i Miechowie.
W listopadzie 1918 roku został delegatem Rządu Ludowego Republiki Polskiej w Zagłębiu Dąbrowskim. Był aktywny politycznie, m.in. należał do zarządu powiatowego PSL „Wyzwolenie”, w 1919 roku był także w składzie Rady Naczelnej tej partii. W czasie wojny polsko-bolszewickiej pracował w kieleckim oddziale wojewódzkim Biura Propagandy Wewnętrznej Prezydium Rady Ministrów.
Po zakończeniu wojny podjął studia na Wydziale Matematyczno-Przyrodniczym (1921–1925) i Pedagogicznym (1937–1939) Wolnej Wszechnicy Polskiej w Warszawie. Działał w tym czasie społecznie, m.in. jako sekretarz generalny Towarzystwa Przyjaciół Wolnej Wszechnicy Polskiej, przewodniczący Sądu Młodzieży Akademickiej i skarbnik Komitetu Akademickiego. Jeszcze w czasie studiów podjął pracę w charakterze nauczyciela w Warszawie, pracował na tym stanowisku w latach 1923–1924.
Po studiach przeniósł się do podczęstochowskiego Gnaszyna, gdzie kierował Wyższymi Kursami Nauczycielskimi i Izbą Doświadczalną, a w 1927 roku został także kierownikiem miejscowej szkoły powszechnej, w której realizował innowacyjny program nauczania w systemie daltońskim. W tym okresie udzielał się również społecznie, m.in. należał do powiatowej Rady Szkolnej, kierował lokalnymi strukturami PCK i ZNP w Częstochowie oraz organizował sieć teatrów dziecięcych, bibliotek i ogrodów jordanowskich.
Jędrusik udzielał się politycznie w Obozie Zjednoczenia Narodowego. W latach 1938–1939 sprawował mandat senatora z województwa kieleckiego, pracował w komisji budżetowej i komisji oświaty. Podczas II wojny światowej w podczęstochowskich Bartkowicach prowadził tajne komplety. Po wojnie ponownie studiował, kształcił się na Wydziale Humanistycznym Uniwersytetu Łódzkiego (1945–1948). Wraz z zakończeniem wojny powrócił na stanowisko kierownika szkoły podstawowej w Gnaszynie i był nim do 1949 roku. Następnie do 1960 roku pracował jako nauczyciel biologii w Łodzi.
Zmarł 23 grudnia 1972 roku w Warszawie na zawał serca.
Dwukrotnie żonaty, z  pierwszego małżeństwa miał dwie córki: Zofię i Kalinę (1930–1991). Ze związku z drugą żoną Anną (z domu Czekajewską; 1921-1985) urodził się w 1958 r. syn Maciej.
Pochowany na cmentarzu Powązki Wojskowe w Warszawie (kwatera C21-2-6).